# Nycteris madagascariensis
Nycteris madagascariensis là một loài động vật có vú trong họ Nycteridae, bộ Dơi. Loài này được Grandidier mô tả năm 1937.